# Viljeförklaring
Viljeförklaring är ett juridiskt begrepp som betecknar en förklaring av en person att han/hon är beredd att påta sig juridiskt bindande konsekvenser av sitt yttrande i enlighet med dess innehåll. Med begreppet avses markera dels att den som avger viljeförklaringen ska ha en vilja eller avsikt att framkalla en viss rättsverkan, dels att denna vilja eller avsikt måste ha kommit till uttryck på ett sådant sätt att den kan uppfattas i sinnevärlden.